# Valerio Volpini
Valerio Volpini (Rosciano di Fano, 29 novembre 1923 – Fano, 11 gennaio 2000) è stato un partigiano, giornalista e storico italiano.
Acquisita la cittadinanza vaticana è stato dal 1978 al 1984 direttore de L'Osservatore Romano, il quotidiano della Santa Sede.

## Biografia
Partigiano durante la guerra di liberazione nel 1947 discusse una tesi (facoltà  di lettere) su Paul Claudel avendo come relatore Carlo Bo, insegnò  italiano e storia in alcuni istituti tecnici e collaborando come docente di letteratura comparata  presso l'Università di Urbino. 
Si interessa di poesia: del 1947 è la raccolta Undici poesie di chiara impronta ermetica a cui dà seguito, due anni dopo, l'agile libretto Barbanera (1949) che contiene la prefazione di Carlo Bo.
Abbandona l'interesse per la poesia dedicandosi alla pubblicistica, scrivendo su tematiche letterarie (ma anche di costume) per  le riviste Comunità, Letteratura, Humanitas, Studium, La Fiera Letteraria, L'Approdo letterario.
Scrive collaborando per i giornali quotidiani La Gazzetta del Popolo, Il Quotidiano, l'Italia, L'Avvenire d'Italia e anche Avvenire.
Collabora anche per trasmissioni RAI. 
Si interessa anche a tematiche etiche e sociali:  Violenza anni sessanta (1963), La prudente ipocrisia (1973), Sporchi cattolici (1976), Cloro al clero (1978), Quasi pellegrinaggio in Russia (1978), Tanto per dire (1998). Queste opere oltre che la cronaca degli eventi mostrano il suo crescente lato di interessi verso l'analisi spirituale. 
Frutto di un intenso lavoro di ricerca sono: Antologia poetica della Resistenza italiana (1955), (opera scritta con Elio Filippo Accrocca) seguito da Prosa e narrativa dei contemporanei (1957).
Anche la saggistica rientra nei suoi interessi: Pareri letterari e altro (1973). È  il periodo nel quale Volpini si interessa e riflette più sulla matrice ideologica che al puro estetismo. 
Dopo il 1950 si rafforza la tematica spirituale, escono: Antologia della poesia religiosa italiana contemporanea (1952), Prosatori cattolici (1957), segue una riflessione su un autore prediletto dal Volpini, Georges Bernanos Uomo solo del 1963 cui seguirà La preghiera nella poesia italiana (1969).
La saggistica rientra nei suoi interessi in questo senso scrive un testo su Carlo Betocchi (1973). Rivestono critica e ricordi i lavori: Fotoricordo e pagine marchigiane (1973), La luce sui pioppi (1991).
Non disdegnò l'impegno politico divenendo, nel 1970/75 per la DC, consigliere per la sua regione, le  Marche.
Direttore della rivista Il Leopardi dal 1974 al 1976, dopo la direzione del quotidiano vaticano collaborò, dal 1985, con Famiglia cristiana, Jesus, Letture, L’eco di San Gabriele.
Durante il sequestro Moro, nella primavera del 1978, scrisse sull'Osservatore Romano un corsivo anonimo di quindici righe favorevole alla trattativa con le Brigate Rosse per salvare la vita dello statista che la stampa di tutto il mondo attribuì alla penna del Papa.

## Riconoscimenti
- A Valerio Volpini sono state dedicate un premio giornalistico per la 5ª classe delle scuole primarie e di tutte le classi delle scuole medie e superiori della Provincia di Pesaro e Urbino[6]
- La sala riunioni del palazzo della Provincia porta il suo nome.[7]

## Opere
- Valerio Volpini (cur.) - Antologia della poesia religiosa italiana contemporanea,Firenze, Vallecchi, 1952.
- Valerio Volpini ed Elio Filippo Accrocca (curatori) - Antologia poetica della Resistenza italiana, San Giovanni Valdarno, 1955.
- Carlo Betocchi. Firenze, La Nuova Italia, 1971.
- Valerio Volpini, Pareri letterari e altro, Verona, 1973
- Valerio Volpini, Sporchi cattolici, Milano, Rusconi, 1976.
- Valerio Volpini, Cloro al clero, Milano, Rusconi, 1978.